# Cheryl Ladd
Cheryl Ladd, född Cheryl Jean Stoppelmoor den 12 juli 1951 i Huron, South Dakota, är en amerikansk skådespelerska. Hon är mest känd i rollen som Kris Munroe i Charlies änglar. Hon spelar bland annat även Jillian Deline i serien Las Vegas.

## Filmografi (urval)
| År        | Titel                 | Roll                      | Kommentar                      |
| --------- | --------------------- | ------------------------- | ------------------------------ |
| 1972      | The Rookies           |                           | Avsnittet "The Good Die Young" |
| 1974      | Gänget och jag        | Cindy Shea                | Avsnittet "Wish Upon a Star"   |
| 1977–1981 | Charlies änglar       | Kris Munroe               | TV-serie                       |
| 1983      | Grace Kelly           | Grace Kelly               |                                |
| 1992      | Poison Ivy            | Georgie Cooper            |                                |
| 1993      | Dead Before Dawn      | Linda DeSilva Edelman     |                                |
| 1994–1996 | One West Waikiki      | Dr. Dawn "Holli" Holliday | TV-serie                       |
| 1998      | Perfect Little Angels | Elaine Freedman           |                                |
| 2003–2008 | Las Vegas             | Jillian Deline            |                                |